# باشگاه فوتبال سرو
باشگاه فوتبال سرو (انگلیسی: C.A. Cerro) یک باشگاه فوتبال در شهر مونته‌ویدئو، اروگوئه است.
این باشگاه که در سال ۱۹۲۲ تأسیس شده سابقه دو قهرمانی در لیگ دسته دوم فوتبال اروگوئه را دارد.